# Бу Юньчаокэтэ
Бу Юньчаокэтэ (кит. упр. 布云朝克特, пиньинь Bu Yunchaokete; род. 19 января 2002, Боро-Тала-Монгольский автономный округ, Синьцзян-Уйгурский автономный район, Китай) — китайский профессиональный теннисист. Победитель трёх турниров ATP Challenger в одиночном разряде и одиннадцати турниров ITF (6 — в одиночном разряде).
Четвертьфиналист двух юниорских турниров Большого шлема в парном разряде (Открытый чемпионат Франции-2019, Открытый чемпионат Австралии-2020); бывшая пятая ракетка мира в юниорском рейтинге ITF (2018).

## Общая информация
Родился 19 января 2002 года в Боро-Тала-Монгольском автономном округе, в Синьцзян-Уйгурском автономном районе, в Китае. И он имеет монгольское происхождение.

## Спортивная карьера
В 2022—2024 годах стал победителем трёх турниров серии «челленджер» и шести турниров серии «фьючерс» в одиночном разряде.
И в 2021—2022 годах стал победителем ещё пяти турниров серии «фьючерс» в парном разряде.

### 2024
В августе 2024 года успешно прошёл квалификацию и вышел в основную сетку турнира серии Большого шлема Открытый чемпионат США, где в первом круге проиграл норвежцу Касперу Рууду со счётом 6-7, 2-6, 2-6.
В сентябре 2024 года на турнире ATP 250 Hangzhou Open в Ханчжоу (Китай) последовательно победил Юго Гастона, Карена Хачанова и Михаила Кукушкина — впервые выйдя в полуфинал турнира ATP, но в полуфинале проиграл соотечественнику Чжану Чжичжэню со счётом 6-7(3), 4-6.
В начале октября на турнире ATP 500 Открытый чемпионат Китая в Пекине вновь дошёл до полуфинала, где проиграл первой ракетке мира итальянцу Яннику Синнеру со счётом 3-6, 6-7(3). А по ходу этого турнира он победил таких опытных теннисистов как: Шан Цзюньчэн, Лоренцо Музетти и Андрей Рублёв.

## Рейтинг на конец года
| Год  | Одиночный рейтинг | Парный рейтинг |
| 2024 | 65                | 712            |
| 2023 | 168               | 329            |
| 2022 | 306               | 359            |